# Mathías Villasanti
Mathías Adalberto Villasanti Rolón (Caacupé - 24 de janeiro de 1997) é um jogador de futebol paraguaio que atua como meio-campista, mais especificamente como volante. Atualmente joga pelo Grêmio e pela Seleção Paraguaia.

## Carreira

### Cerro Porteño
Em 5 de maio de 2016, Villasanti fez sua estreia no Campeonato Paraguaio, entrando no time principal em uma partida em casa contra o Libertad. Em 22 de outubro do mesmo ano, ele marcou seu primeiro gol, no empate fora de casa contra a equipe do General Díaz.[carece de fontes?]
Em 22 de julho de 2020, Villasanti tornou-se o capitão do Cerro Porteño.
Fez 36 jogos na liga, incluindo 31 partidas na temporada de 2019, na mesma temporada, ele também jogou na Copa Libertadores em dez ocasiões. “A Copa me ensinou ótimas lições e me tornou um jogador melhor. O jogo contra o Mineiro, na verdade, foi uma das coisas mais bonitas do torneio, porque com o empurrão de nossa torcida, fizemos gols em um piscar de olhos”.[carece de fontes?]
Villasanti encerrou sua passagem pelo Cerro, onde entre indas e vidas, disputou 108 partidas e marcou cinco gols.

### Temperley
Em 19 de agosto de 2017, Mathías Villasanti foi emprestado ao Temperley.  No dia 19 de setembro de 2017, marcou seu primeiro gol pelos Gasolero, empatando em casa com o Rosario Central.[carece de fontes?]
Mathías Villasanti deixou o Temperley em junho de 2018, ele teve mais oportunidades no time argentino e apareceu em 14 jogos, marcando um gol.

### Sportivo Luqueño
25 de junho 2018, o Sportivo Luqueño informou que Villasanti ficaria na equipe até o fim da temporada, cedido por empréstimo junto ao Cerro Porteño.

### Grêmio
Em agosto de 2021, Villasanti foi transferido para o Grêmio por um total de US$ 3,3 milhões, adquirindo 80% dos direitos do jogador. Dessa forma, naquela época, ele tornou-se a segunda maior contratação da história do Tricolor, atrás de Miller Bolaños que custou R$ 20 milhões. Ele assinou contrato até o fim de 2024, também recebeu a camisa 21 No dia 19 de outubro de 2021, ele marcou seu primeiro gol com a camisa tricolor, ele fez o terceiro gol da vitória por 3 a 2 contra o Juventude, na Arena do Grêmio, pelo Brasileirão.
No dia 26 de fevereiro de 2022, Villasanti sofreu traumatismo craniano e concussão cerebral após o ônibus do Grêmio ser apedrejado por torcedores do Internacional na chegada ao estádio Beira-Rio para a disputa do clássico Grenal. Ele chegou a ser internado no Hospital Moinhos de Vento para a realização de exames, mas recebeu alta no dia seguinte.
Villasanti foi escolhido como melhor Volante do Campeonato (Copa do Brasil) participando da Seleção da Copa do Brasil de 2023.
Em 2023, Villasanti participou do histórico time do Grêmio, onde teve sua melhor fase, temporada artilheira, sendo o meio-campista mais importante do time. O Grêmio ganhou o Campeonato Gaúcho de 2023, Recopa Gaúcha, foi até as semifinais da copa do Brasil, onde perdeu para o Flamengo e foi vice campeão do Brasileirão de 2023.
Em 25 de outubro de 2023, Villasanti, completou 100 partidas pelo Imortal na vitória de virada por 3-2 contra o Flamengo, jogo válido pela 29ª do Brasileiro. No total, dos 100 jogos e 9 gols marcados, 39 partidas e seis gols são nesta temporada. Entre os títulos, Villa soma os Campeonatos Gaúchos e as Recopas Gaúchas dos anos de 2021, 2022 e 2023.
A temporada 2023 de Villasanti foi a melhor, até o momento, em sua carreira. Ele foi eleito pelo jornal ABC Color, do Paraguai, como o melhor jogador de futebol do país no ano devido a boa temporada de Villasanti tanto no Grêmio quanto na seleção do Paraguai. Compôs o onze ideal da Copa do Brasil e do campeonato brasileiro série A (aonde foi vice-campeão) e recebeu o prêmio Bola de Prata.
No dia 2 de fevereiro de 2024 renovou o seu contrato com o Grêmio até o fim de 2027.

## Seleção Paraguaia
Fez sua estreia pela Seleção Paraguaia em 10 de outubro de 2019, em um amistoso contra a Sérvia.

## Títulos
Cerro Porteño
- Campeonato Paraguaio: Apertura 2020

Grêmio
- Campeonato Gaúcho: 2022, 2023 e 2024
- Recopa Gaúcha: 2023 e 2025

### Prêmios individuais
- Seleção da Copa do Brasil: 2023
- Bola de Prata - Melhor Volante: 2023